# Ким Ю Ён
Ким Ю Ён (кор. 김주영?, 金周榮?; род. 9 июля 1988, Сеул, Республика Корея) — южнокорейский футболист, защитник. Выступал в национальной сборной Южной Кореи. Бронзовый призёр Азиатских игр 2010 года.

## Клубная карьера
Ким Ю Ён с 2008 по 2009 год играл в молодёжной команде «Ёньсэ Университи». В 2009 году он стал игроком «Кённама». За эту команду игрок выступал до 2012 года, провёл сорок восемь матчей и забил один гол. В сезоне 2011 Ким Ю Ён потерял место в основном составе и поэтому перебрался в другой клуб, «Сеул». В своём дебютном сезоне игрок стал чемпионом Южной Кореи. Благодаря своей надёжной игре имел прочное место в стартовом составе «Сеула». Покинув столичный коллектив, Ким Ю Ён переехал в Китай, где провёл три сезона и завершил свою карьеру в 29-летнем возрасте.

## Карьера в сборной
За национальную сборную Южной Кореи Ким Ю Ён провёл десять встреч. Его дебют состоялся 1 февраля 2014 года в матче против сборной США. Кроме того, он был в составе олимпийской сборной, завоевавшей бронзовые медали Азиатских игр 2010 года. После двухлетнего перерыва он вернулся в сборную. 7 октября 2017 года в матче против сборной России забил 2 автогола за 2 минуты.

## Достижения
- Чемпион Южной Кореи (1): 2012